# Léod
Léod is een personage in de boeken van J.R.R. Tolkien.
Léod was een koning van de Éothéod, en vader van Eorl de Jonge. Er is niet veel over hem bekend, alleen dat hij doodging toen hij Felaróf, de voorvader van het paardenras de Mearas, probeerde te temmen. Dit lukte Eorl wel.